# Paul Foucart
Paul François Foucart (* 15. März 1836 in Paris; † 19. Mai 1926 ebenda) war ein französischer Altphilologe und Epigraphiker.

## Leben
Paul Foucart studierte ab 1855 an der École normale supérieure in Paris und war ab 1859 an der École française d’Athènes in Athen, von wo aus er die französischen Ausgrabungen in Delphi begann. 1868 wurde er Gymnasialprofessor am Lycée Charlemagne, ab 1870 am Lycée Bonaparte. 1873 wurde Foucart zum Docteur ès lettres promoviert. Seit 1874 lehrte er Epigraphik und griechische Altertumskunde am Collège de France, wo er 1877 zum Professor ernannt wurde. Zwischen Ende 1878 und 1890 leitete Foucart die École française d’Athènes und wurde nach seiner Rückkehr 1890 erneut Professor für Epigraphik und griechische Altertumskunde am Collège de France.
1878 wurde Foucart Mitglied der Académie des inscriptions et belles-lettres, im Jahr darauf Mitglied der Ehrenlegion (ab 1890 Offizier), 1880 korrespondierendes Mitglied der Bayerischen und 1884 der Preußischen Akademie der Wissenschaften, 1893 korrespondierendes Mitglied der Russischen Akademie der Wissenschaften in Sankt Petersburg sowie Ehrenmitglied der Society for the Promotion of Hellenic Studies. Foucart forschte vorrangig zur antiken griechischen Religionsgeschichte.

## Schriften
- mit Carle Wescher: École française d’Athènes. Inscriptions recueillies à Delphes et publiées pour la première fois. 1863.
- Mémoire sur L’affranchissement des esclaves par forme de vente à une divinité d'après les inscriptions de Delphes. Impr. Impériale, Paris 1867. (Digitalisat)
- Mémoires sur les ruines et l’histoire de Delphes. Impr. Impériale, Paris 1865.
- Inscriptions du Peloponnèse. 1869–1874.
- Des Associations religieuses chez les Grecs. Thiases, Éranes, Orgéons, avec le texte des inscriptions relatives à ces associations. Klincksieck, Paris 1873. (Digitalisat)
- Mélanges d’épigraphie grecque. Didier, Paris 1878. (Digitalisat)
- Mémoire sur les colonies athéniennes au cinquième et au quatrième siècle. In: Mémoires présentés par divers savants étrangers à l’Académie Année 1878 9-1 pp. 323-413, Paris 1880. (Digitalisat)
- Recherches sur l’origine et la nature des mystères d’Eleusis. Klincksieck, Paris 1895. (Digitalisat)
- Les Mystères d’Éleusis. 1914
- Le Culte des héros chez les Grecs. 1918